# Manara Radio Télévision
 (mai 2025).
Manara Radio Télévision (MRTV) est un groupe de média tchadien composé d'une station de radio et d'une chaîne de télévision. Fondé le 15 avril 2024 par la Fondation Le Palmier, son siège est situé à N'Djamena.

## Histoire de la chaîne
Manara Radio et Télévision est une initiative du Pôle Diversité de la Fondation Le Palmier pour la Bienfaisance, une organisation tchadienne engagée dans la promotion de la paix, du vivre-ensemble et du développement socio-éducatif au Tchad.

### Logos

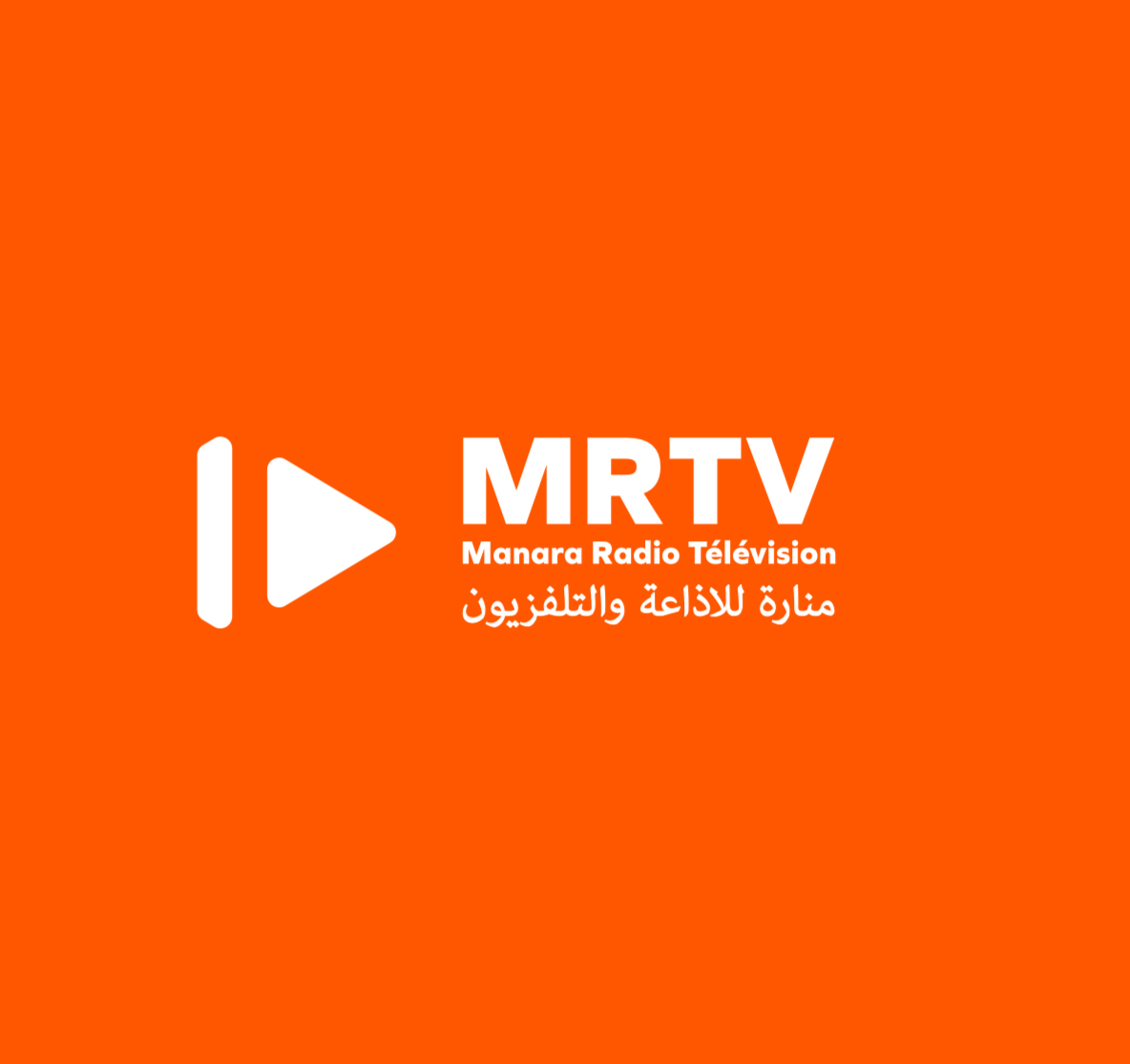

## Identité visuelle

### Siège
Actuellement, Manara Radio et Télévision dispose de son siège national à N’Djamena, la capitale, ainsi que d’un siège provincial situé à Amdjarass dans l'Ennedi-Est.

## Programmes

### Information
- JT Français : le Journal en français présenté tous les jours à 19 h[5]

- JT Arabe : le Journal en français présenté tous les jours à 20 h[6]

### Talk-shows
- Intérêt Public : c'est une émission d’information et de débat présenté le dimanche en présence du public qui interagit avec le plateau[7]